# Comuna Mircea Vodă, Brăila
Mircea Vodă este o comună în județul Brăila, Muntenia, România, formată din satele Dedulești și Mircea Vodă (reședința).

## Așezare
Comuna se află în partea central-vestică a județului, pe malul drept al râului Buzău. Este străbătută de șoseaua națională DN2B, care leagă Brăila de Buzău. Prin comună trece și calea ferată Buzău–Brăila, pe care este deservită de stația Dedulești.

## Demografie
Componența etnică a comunei Mircea Vodă
     Români (93,1%)
     Romi (1,67%)
     Alte etnii (0,18%)
     Necunoscută (5,05%)
Componența confesională a comunei Mircea Vodă
     Ortodocși (94,31%)
     Alte religii (0,32%)
     Necunoscută (5,37%)
Conform recensământului efectuat în 2021, populația comunei Mircea Vodă se ridică la 2.812 locuitori, în scădere față de recensământul anterior din 2011, când fuseseră înregistrați 3.167 de locuitori. Majoritatea locuitorilor sunt români (93,1%), cu o minoritate de romi (1,67%), iar pentru 5,05% nu se cunoaște apartenența etnică. Din punct de vedere confesional, majoritatea locuitorilor sunt ortodocși (94,31%), iar pentru 5,37% nu se cunoaște apartenența confesională.

## Politică și administrație
Comuna Mircea Vodă este administrată de un primar și un consiliu local compus din 11 consilieri. Primarul, Alexandru Moșescu[*], de la Partidul Național Liberal, este în funcție din 1 noiembrie 2024. Începând cu alegerile locale din 2024, consiliul local are următoarea componență pe partide politice:
|  | Partid                    | Consilieri | Componența Consiliului | Componența Consiliului | Componența Consiliului | Componența Consiliului | Componența Consiliului | Componența Consiliului | Componența Consiliului |
|  | ------------------------- | ---------- | ---------------------- | ---------------------- | ---------------------- | ---------------------- | ---------------------- | ---------------------- | ---------------------- |
|  | Partidul Național Liberal | 7          |                        |                        |                        |                        |                        |                        |                        |
|  | Partidul Social Democrat  | 4          |                        |                        |                        |                        |                        |                        |                        |

## Istorie
La sfârșitul secolului al XIX-lea, pe actualul teritoriu al comunei funcționa comuna Dedulești, în plasa Ianca a județului Brăila, formată din satele Dedulești, Bagdat, Vișineni, Gherghișani și Vlădulești, cu o populație totală de 954 de locuitori. Inițial întemeiat pe la 1810 aproape de râul Buzău, satul Dedulești a fost mutat pe la 1873 în poziția actuală din cauza unor inundații. În comuna Dedulești funcționa atunci o biserică ortodoxă zidită de locuitori în 1860. Anuarul Socec din 1925 consemnează comuna Dedulești cu 1062 de locuitori în satele Dedulești și Bagdat și în cătunul Negulești, aparținând aceleiași plăși. Începând cu 1921, locuitorii satului Nisipurile din județul Râmnicu Sărat au părăsit amplasamentul satului de pe teritoriul actualei comune Jirlău, din cauza altor inundații provocate tot de râul Buzău, și s-au stabilit pe teritoriul comunei Dedulești. În 1931, apăruse comuna Mircea Vodă, separată de comuna Dedulești, dar în scurt timp, comunele au fost din nou unite, noul sat Mircea Vodă devenind de această dată reședința comunei.
În 1950, comuna a intrat în subordinea raionului Făurei din regiunea Galați, revenind în 1968 la județul Brăila, reînființat.

## Monumente istorice
Două obiective din comuna Mircea Vodă sunt incluse în lista monumentelor istorice din județul Brăila ca monumente istorice de interes local. Unul este clasificat ca sit arheologic, este vorba despre așezarea de la „Popină”, aflată la 2 km nord-est de satul Dedulești, pe malul drept al Buzăului (la 200 m de terasă), așezare datând din Epoca Bronzului și fiind încadrată în cultura Coslogeni. Celălalt monument este clasificat ca monument memorial și se află în parcul satului Mircea Vodă: el comemorează eroii din Primul Război Mondial.